# Safra Group
Die J. Safra Group ist ein internationales Netzwerk von Unternehmen, das von der Familie Safra kontrolliert wird und Bank- und Finanzinstitute sowie Industrieunternehmen umfasst. Sie ist in den Vereinigten Staaten, Europa, dem Nahen Osten, Lateinamerika, Asien und der Karibik vertreten. Der Hauptsitz des Konglomerats befindet sich in São Paulo. Das Bankennetzwerk der Safra Group umfasst über 165 Standorte weltweit.

## Geschichte
Anfang des 19. Jahrhunderts wurde mit Safra Frères et Cie. das erste Finanzinstitut der Familie Safra innerhalb des Osmanischen Reiches in Aleppo gegründet. Es finanzierte den Handel im Mittelmeer. Weitere wirtschaftliche Expansionen veranlassten die Familie, neue Filialen in Beirut zu eröffnen, gefolgt von Istanbul und Alexandria. In den frühen 1900er Jahren wurde Beirut als Hauptsitz der neu gegründeten Bank Jacob Safra gewählt. Nach dem Ende des Zweiten Weltkriegs dehnte Jacob Safra die neuen Bankaktivitäten auf Europa und später auf Lateinamerika und die Vereinigten Staaten aus. Sein Erbe wurde später von Joseph Safra weitergeführt.

## Bedeutende Tochterunternehmen
- Banco Safra
- Bank J. Safra Sarasin
- Safra National Bank